# Elaphoidella striblingi
Elaphoidella striblingi is een eenoogkreeftjessoort uit de familie van de Canthocamptidae. De wetenschappelijke naam van de soort is voor het eerst geldig gepubliceerd in 1990 door Reid.